# Гестур
Гестур (фар. Hestoy, дан. Hestur) — один з островів Фарерского архіпелагу. Назва острову фарерською перекладається як кінь. На заході острова розташована велика колонія кайри. На південному кінці острова є маяк.
Постійне населення проживає в однойменному селі на сході острова, у 2013 році становило 21 осіб.